# Zygion

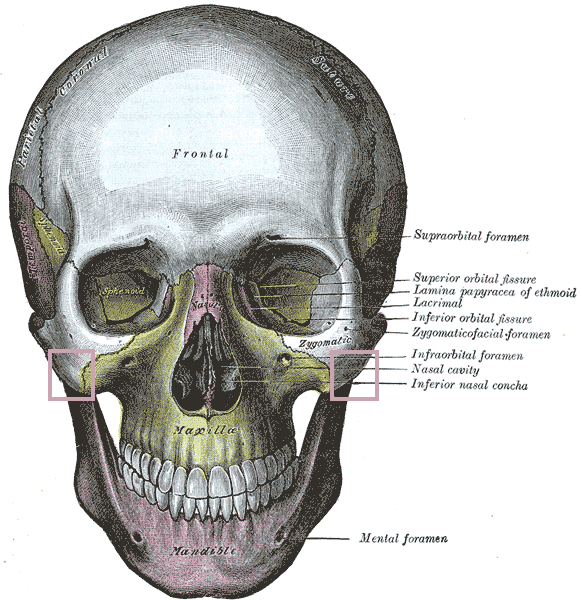
Az emberi koponyán a két rózsaszín négyzet jelöli a zygionokat

A zygion egy, a koponyaméréstanban használt tájékozódási pont. A járomcsonton (os zygomaticum) található. Annak a koponya (cranium) középvonalától legtávolabbra eső pontja. Egy síkba esik a nasionnal és a gonionnal (kb. 60°-os szögben).